# ال-سلکترید
ال-سلکترید (به انگلیسی: L-selectride) با فرمول شیمیایی C۱۲H۲۸BLi یک ترکیب شیمیایی است. که جرم مولی آن ۱۹۰٫۱۰ g/mol می‌باشد. 